# Sangyé Gyatso
Pour les articles homonymes, voir Gyatso.

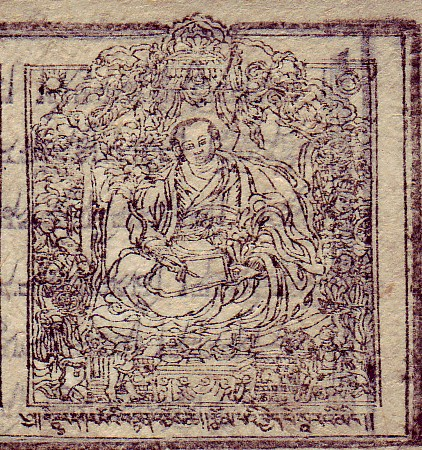
Sangyé Gyatso

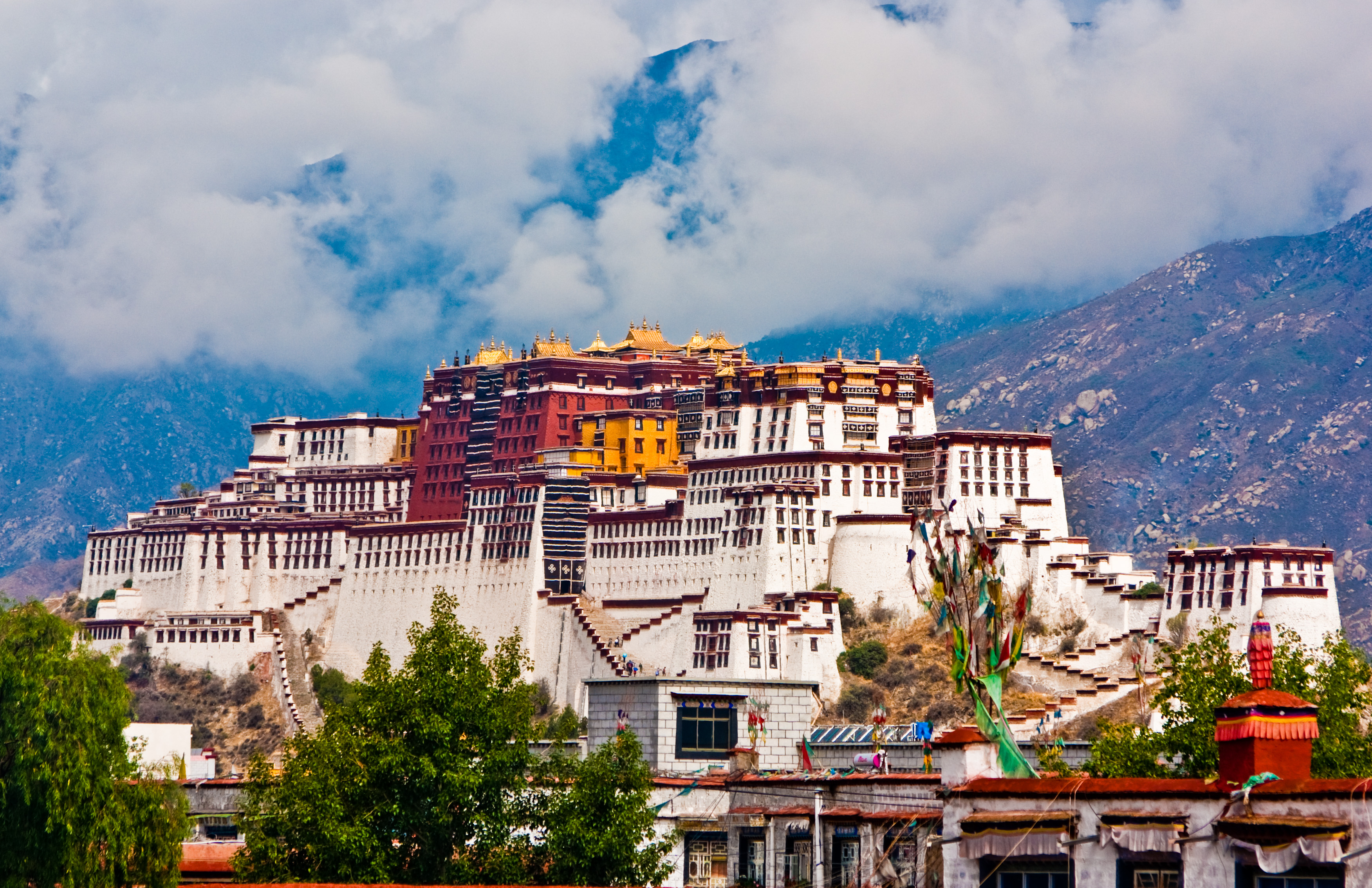
Palais du Potala

Sangyé Gyatso (tibétain : སངས་རྒྱས་རྒྱ་མཚོ ; Wylie : sangs rgyas rgya mtsho) (1653 - 1705) a été le régent du Tibet à l'époque du 5e dalaï-lama et celle du 6e dalaï-lama. Il a influé sur l’histoire tibétaine mais également sur le développement de la médecine et de l’astrologie.

## Biographie
Il naît en 1653 au nord de Lhassa, de Assouk son père et Pouthri sa mère. Dès l'âge de quatre, il apprend l'écriture et la lecture de la langue tibétaine. À 8 ans, il est appelé auprès du 5e dalaï-lama et étudie le bouddhisme tibétain. Il apprend aussi l’astrologie et la médecine tibétaines.
Le 5e dalaï-lama, Lobsang Gyatso, lui confère la charge politico-religieuse de régent du Tibet (« dési ») qu’il occupe pendant 26 ans. Il est à l’origine de l’agrandissement du palais du Potala, de la construction du reliquaire du 5e dalaï-lama et de l’édition des Quatre Tantras de médecine tibétaine. Pour illustrer ces dernières, il fait composer 79 planches, reproduites dans l'ensemble du Tibet, mais aussi en Inde. 
Il fonde en 1696 une école de médecine tibétaine, l'Institut Chakpori de médecine tibétaine ou appelé « le lieu de la science bénéfique aux êtres », sur la colline du Chakpori.
En 1705, Lhazang Khan, roi de la tribu mongole des Qoshots-Oïrats, qui contrôle la province du Qinghai (ou Khokhonor), envahit le Tibet central, prend Lhassa. La femme, du khan, Tsering Trashi le capture et le tue. Il renverse le jeune dalaï-lama promu par le régent et fait nommer à sa place un nouveau dalaï-lama plus enclin à respecter les princes Qohsots et l'Empereur de Chine Kangxi.

## Ouvrages
Sangyé Gyatso a écrit de nombreux livres sur l'astrologie, particulièrement Vaidurya-Karpo (Béryl Blanc), et sur la médecine tibétaine, notamment Vaidurya-sNgon-Po (Béryl Bleu).
- (en) Gyurme Dorje, Sangye Gyatso, Desi et Lochen Dharmasri, White Beryl, Tibetan Elemental Divination Paintings, 432 p. (OCLC 255413170)
- (bo) Desi Sangye Gyatso, tibétain : གསོ་རིག་སྨན་གྱི་ཁོག་འབུགས, Wylie : gso rig sman gyi khog ‘bugs,‎ 1702, réédité à Dharamsala en 1994, 349 p.[3]